# Casino de Berck
Le casino de Berck est un casino situé à Berck, dans le département du Pas-de-Calais en région Nord-Pas-de-Calais. Il se trouve dans un établissement du XXe siècle entièrement rénové. Il est situé à proximité des plages sur une avenue typique de l’architecture du Nord. Il dispose d’un restaurant, « la Verrière », et d’une brasserie. Des animations et soirées à thème sont organisées toutes les semaines.

## Histoire
Le casino date des années 1900. Il se trouve dans une ancienne gare. Il connaît du succès dans les années folles lorsqu’une clientèle fortunée se presse dans cette commune pour profiter des bains de mer, casinos et hôtels.
Actuellement, le casino est entouré du cinéma ouvert en 2014 et de la médiathèque ouverte en 2010.
Comme ses voisins, le casino du Touquet, de Boulogne et de Calais, il appartient au Groupe Partouche. Le groupe Partouche ouvre son casino à Berck en 1991 et, en 1998, le casino s'installe dans l'ancienne gare.

## Pour approfondir